# Azygocypridina lowryi
Azygocypridina lowryi is een mosselkreeftjessoort uit de familie van de Cypridinidae. De wetenschappelijke naam van de soort is voor het eerst geldig gepubliceerd in 1985 door Kornicker.